# 3659 Белингсхаузен
3659 Белингсхаузен (енгл. 3659 Bellingshausen) је астероид главног астероидног појаса са средњом удаљеношћу од Сунца која износи 2,529 астрономских јединица (АЈ).
Апсолутна магнитуда астероида је 13,6.